# Glubble
A Glubble egy logikai játék, melyet 2024 tavaszán jelentetett meg Amigára az Oxygen programozói csapat. A szoftver közkincs, tehát szabadon terjeszthető és felhasználható.

## Megjelenés
A 2024. év, Húsvét hétvégéjén Saarbrückenben megrendezett "Revision" demo partyn tette közzé az Oxygen programozó csapat a játékot. A fejlesztők az inspirációt a PC-n megjelent "Yugo Puzzle" nevű játékból vették, (az Amiga Addict ismertetője szerint viszont a "Jelly no Puzzle" című játékból) a pályák ebből a játékból származnak, melyek szerzője a japán Tatsunami (Qrostar). A Tatsunami munkásságára jellemző minimalista grafikához képest az Amiga változat pályái és kocsonyaként remegő figurái azonban sokkal részletgazdagabbak.

## Játékmenet
A Glubble játék résztvevői zselés állagú cseppek vagy pacák, melyek igazán csak az azonos színű társaikkal összeragadva érzik jól magukat. A feladat, hogy egyikük se maradjon egyedül és legalább egy másik ugyanolyan színűvel tapadjon össze. A grafika a speciális Amiga HAM módban jelenik meg, a pályák egyképernyősek. A cseppeket az egér bal és jobb gombjával lehet, kizárólag oldalirányban mozgatni.
Floppyról indítva a játék megelégszik 1 MB memóriával, de merevlemezről használva ennél valamivel többre van szüksége a működéshez.

## Fogadtatás
| Összegzőoldal | Értékelés |
| ------------- | --------- |
| Lemon Score   | 7,38      |

| Szerző       | Értékelés |
| ------------ | --------- |
| Amiga Addict | 83%       |
| Zzap Amiga   | 76%       |

A program weboldalához fűzött kommentárok méltatják a program aranyos grafikáját és kellemes zenéjét, de egyben kiemelik a pályák logikai feladványainak nehézségeit is.
Az Amiga Addict a 31. számában így ír a játékról: "Őszintén szólva ez egy szórakoztató játék. Nem fog sokáig kitartani (bár a nehézsége biztosan meghosszabbítja a játékidőt) és nem igazán lehet újrajátszani, hacsak nincs valakinek rossz memóriája, viszont ingyenes és mindenképp megér az időnkből egy estét rászánni."
A Zzap! Amiga kritikusa szerint az "Oxygene csapata kiváló munkát végzett, akik köztudottan egy demócsapat." Az ismertetőjük szintén kiemeli a videójátékokban ritkán látható HAM-módú képernyőket.